# Замок Гола
Замок Гюлау (пол. Zamek w Goli Dzierżoniowskiej, нем. Schloss Guhlau) — ренессансная аристократическая резиденция в Дзержонювском повяте Нижнесилезского воеводства. Возведена в 3-й четверти XVI века для силезского феодала Леонарда фон Рохнау, в начале XVII века расширена и украшена сграффито.
С 1821 года до конца Второй мировой войны замком Гюлау владели бароны Притвицы-унд-Гаффрон. После разрушений военного времени замок превратился в руину.
В 2000 году замок был приватизирован, после чего началась его реставрация. В 2007—2008 годах финансирование реставрационных работ осуществлялось из программы «Культурное наследие» Министерства культуры и национального наследия Польши.
Частный владелец намерен использовать его в качестве гостиницы.